# Jennifer Hetrick
Jennifer Hetrick (* 12. Mai 1958 in Westerville, Ohio, USA) ist eine US-amerikanische Filmschauspielerin.
Jennifer Hetrick ist vor allem Science-Fiction-Fans ein Begriff, weil sie in den Fernsehserien Raumschiff Enterprise: Das nächste Jahrhundert und Star Trek: Deep Space Nine den fiktiven Charakter der Vash verkörperte. Nach diesem Vorbild entstand auch eine Action-Figur.
Die Schauspielerin hat eine Tochter.

## Weitere Filmografie

### Fernsehserien
- 1989: Der Bischof des Teufels (Unsub, acht Folgen)
- 1989–1991: L.A. Law – Staranwälte, Tricks, Prozesse (L.A. Law, 15 Folgen)
- 1990–1991: Raumschiff Enterprise: Das nächste Jahrhundert (Star Trek: The Next Generation, zwei Folgen)
- 1992: Civil Wars (vier Folgen)
- 1993: Star Trek: Deep Space Nine (eine Folge)
- 1994: Diagnose: Mord (Diagnosis Murder, eine Folge)
- 1995–2000: Sliders – Das Tor in eine fremde Dimension (Sliders, zwei Folgen)
- 1996: Jim Profit – ein Mann geht über Leichen (Profit, zwei Folgen)
- 1996: Akte X – Die unheimlichen Fälle des FBI (The X Files, eine Folge)
- 1998: Beverly Hills, 90210 (eine Folge)
- 1998: Buffy – Im Bann der Dämonen (Buffy the Vampire Slayer, eine Folge)
- 1999: Party of Five (eine Folge)
- 2000: Profiler (eine Folge)
- 2005: Alias – Die Agentin (Alias, eine Folge)
- 2007: Criminal Minds (eine Folge)
- 2008: Navy CIS (NCIS: Naval Criminal Investigative Service, eine Folge)
- 2008: Prison Break (eine Folge)
- 2008: Cold Case – Kein Opfer ist je vergessen (Cold Case, eine Folge)

### Spielfilme
- 1979: Hot Balls
- 1991: Zwischen Leben und Tod (Absolute Strangers, Fernsehfilm)
- 1994: Ich laß' dich nicht allein (And Then There Was One, Fernsehfilm)
- 2001: An American Town